# George Gaines
George Gaines (* 6. Juni 1933 in Illinois; † 13. Mai 1986) war ein US-amerikanischer Szenenbildner, der nicht nur zweimal den Oscar für das beste Szenenbild erhielt, sondern auch zweimal den Emmy für herausragende Leistungen in der Artdirection und Szenendesign.

## Leben
Gaines begann 1966 als Szenenbildner beim Fernsehfilm Brigadoon und erhielt gleich 1968 zusammen mit Artdirector Jan Scott für den von der American Broadcasting Company (ABC) produzierten Fernsehfilm Kismet (1967). 1971 gewann er zusammen mit James Trittipo seinen zweiten Emmy für das Szenenbild in dem vom Columbia Broadcasting System (CBS) produzierten Serienspecial Robert Young and the Family (1971). Danach gestaltete er das Szenenbild für Fernsehfilme und Folgen von Fernsehserien wie Kojak – Einsatz in Manhattan und Columbo.
Seine erste Oscar-Nominierung erhielt er dann zusammen mit W. Stewart Campbell bei der Oscarverleihung 1976 für das Szenenbild in Shampoo (1976). Ein Jahr darauf gewann er diesen Oscar bei der Oscarverleihung 1977 mit George Jenkins für das Szenenbild in Die Unbestechlichen (1976). Seinen zweiten Oscar für das beste Szenenbild bekam er 1979 mit Paul Sylbert und Edwin O’Donovan für Der Himmel soll warten (1978).
Gemeinsam mit Richard Sylbert war er 1983 für einen weiteren Emmy nominiert und zwar für die Folge „Give Me a Ring Sometime“ (1982) aus der von der National Broadcasting Company (NBC) produzierten Fernsehserie Cheers.
Zuletzt war er mit Richard Sylbert 1985 für den Oscar für das beste Szenenbild in dem Film Cotton Club (1984).
Weitere bekannte Filmen, für die Gaines das Szenenbild entwarf, waren Der Marathon-Mann (1976) sowie Der große Frust (1983).